# Ainu

Ubicación espacial

Los ainus o ainos (en ainu: アィヌ aynu ‘humano’), antiguamente conocidos como ezos o yezos (en japonés antiguo: 蝦夷), son un grupo étnico indígena de Hokkaidō y el norte de Honshu, en la parte septentrional del Japón, así como de las islas Kuriles y la mitad meridional de la isla de Sajalín, en Rusia. En la actualidad, hay entre unos 50 000 y 200 000 personas étnicamente ainu (total o parcialmente), tanto en Rusia como en Japón. La asimilación de buena parte de los ainus en otras etnias hace difícil dar una cifra exacta de su descendencia.

## Historia
Los ainus tienen orígenes muy antiguos y se les han atribuido ancestros de tipo caucasoide; sin embargo, hoy se los relaciona con la expansión de los primeros pobladores de Asia y con los pueblos actuales de Siberia, en especial con los nivejíes de Sajalín y los coriacos de Kamchatka, que hablan lenguas paleosiberianas, aunque los ainus tienen características genéticas propias que demuestran su antigua diferenciación de las demás poblaciones contemporáneas de la región. Estos resultados concuerdan con los hallazgos geológicos y arqueológicos: los primeros pobladores de Hokkaidō arribaron durante la última glaciación hace más de 18 000 años. Se diferencian del grupo racial mayoritario en Japón, los yamatos, en que poseen mucho más vello corporal y su pelo, si bien es casi siempre negro, a veces es castaño.
Las figuras geométricas que decoran la ropa, similares a las que aún hoy usan los ainus, se han encontrado en restos muy antiguos. Desde entonces los ainus ya habitaban Hokkaidō, en el 5000 antes de Cristo, según hallazgos arqueológicos, pero también vivían en la mayor parte de Honshu y quizás algunas zonas de la China, incluso documentos chinos ya hablan de su existencia con el nombre de Tung I (bárbaros orientales). La cultura de Ojotsk que floreció del siglo V al siglo VII en Hokkaidō, las islas Kuriles, la isla de Sajalín y la cuenca del Amur, parece estar relacionada con los ainus y sus rituales espirituales con osos sacrificados. Entre el siglo VIII y el siglo XI floreció en la región la cultura Satsumon, procedente del sur, y produjo cambios culturales en la vida ainu.
A partir del siglo XVII, los japoneses ya llegaron a tener presencia en los territorios ainus. En un principio fueron intercambios comerciales hasta el inicio de la era Meiji, cuando el gobierno liquidó el poder del clan Matsumae, que se dedicaban al comercio e inició una campaña de aculturación de la población ainu, que no estuvo exenta de problemas en cuanto a calidad de vida, por lo que parte de la población nativa se desplazó a la península de Kamchatka. Las clases guerreras del Japón (bushi), tuvieron su nacimiento en el norte del país, donde los daimios luchaban por evitar el ataque y la invasión de sus tierras por los ainus.
Se tienen noticias de algunas visitas por parte de los europeos, primero por la Compañía de Jesús y luego por el viajero neerlandés Maarten Gerritsz Vries, quien los describió en 1643. Posteriormente, los rusos anexionaron algunas regiones del territorio ainu en su imperio hasta 1875, cuando la mitad sur de Sajalín fue cedida al Japón.
Las relaciones con los japoneses fueron en cierto grado tirantes desde que los integraron al país en el siglo XIX. Durante el siglo XX, su cultura empezó a decaer no solo por la influencia de los japoneses sino de la cultura estadounidense, que desde 1945 impulsó una mayor vinculación socioeconómica. En 1973, los ainus se reunieron por vez primera en una asamblea para reivindicar los derechos de este pueblo en la nación japonesa. Actualmente cuentan con una participación en el parlamento japonés.
El 6 de junio de 2008, el parlamento japonés aprobó por unanimidad una resolución en la que se reconoció a los ainus como «un pueblo indígena con su propia lengua, religión y cultura». Este reconocimiento, si bien tiene un valor más simbólico que práctico, permitiría al Gobierno japonés destinar ayudas en materia de educación y empleo a los miembros de esta etnia.

## Religión y leyendas

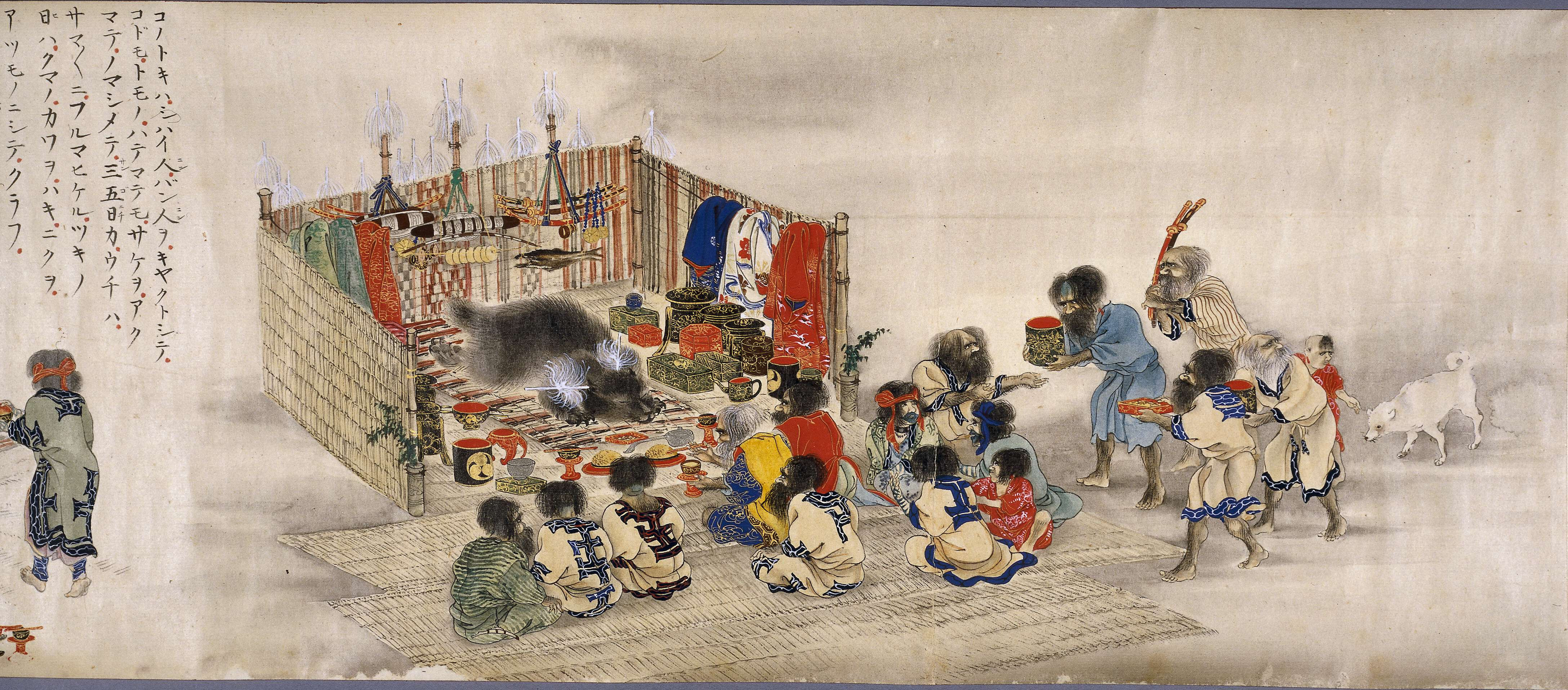
Ceremonia Iomante de los ainus con un oso.

Los ainus tienen creencias animistas, según las cuales todo en la naturaleza tiene un kamui (‘espíritu divino’) en su interior. Hay una jerarquía de kamui. El kamui más importante es la abuela tierra (fuego), luego están los kamui de las montañas (animales terrestres) y los del mar (animales marinos) y luego todo lo demás.
Los ainus no tienen sacerdotes o chamanes con dedicación exclusiva. El jefe de la aldea dirige las ceremonias religiosas que sean precisas; ceremonias que se reducen a la libación del vino, rezos en voz baja y la ofrenda de palillos de sauce con virutas de madera pegadas. Estos palillos se llaman nusa (sing. inau), y se colocan en un altar que se utiliza para ofrendar las cabezas de los animales sacrificados. El pueblo de los ainus agradece a los dioses antes de comer y reza a la deidad del fuego (Huchi) cuando acaece una enfermedad. Creen que sus espíritus son inmortales y que serán recompensados después de la muerte con el ascenso a la Kamui mosir (‘tierra de los dioses’) o castigados en el infierno.
Algunos ainus del norte son miembros de la Iglesia ortodoxa rusa.

## Vida cotidiana

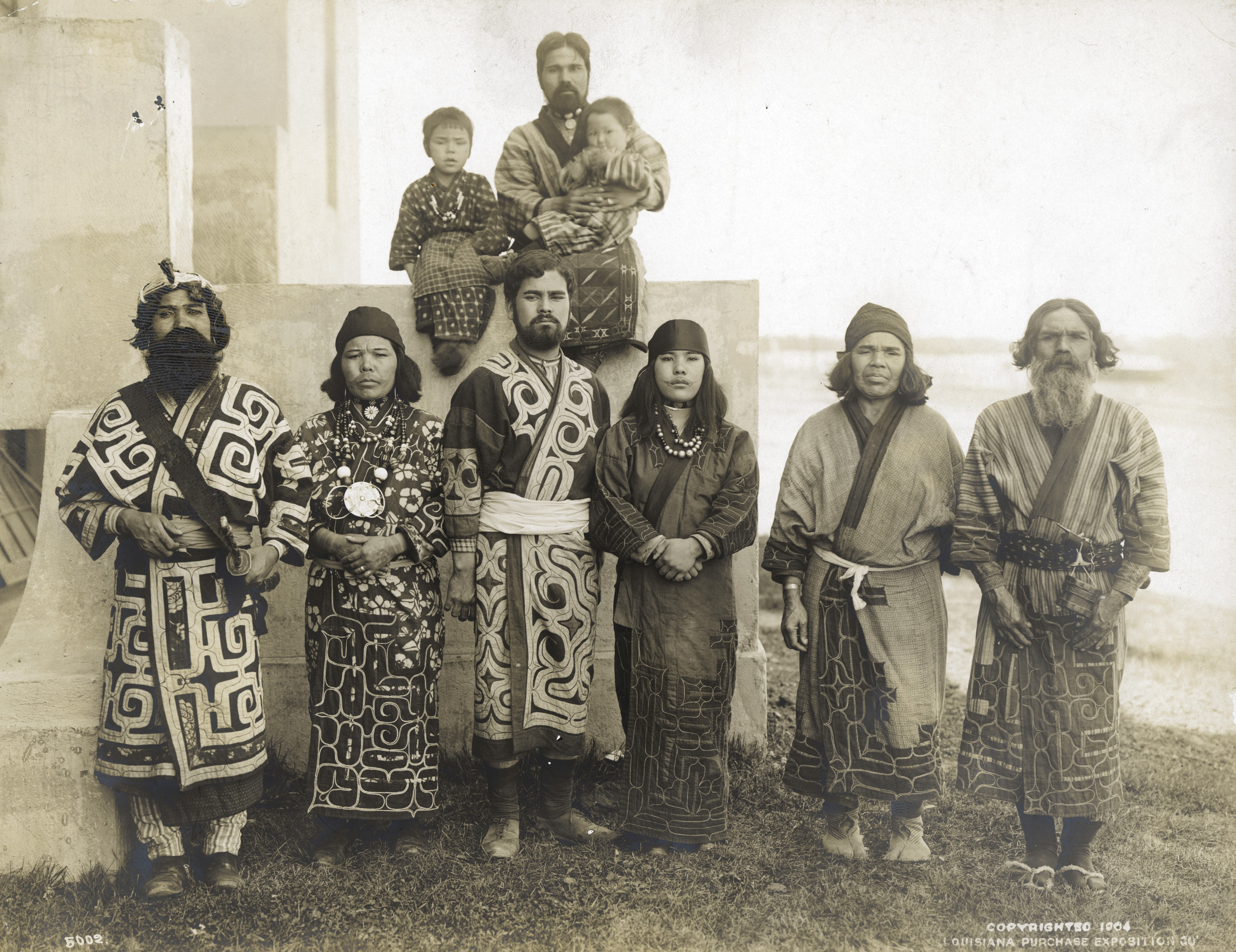
Ainus con su ropa tradicional.

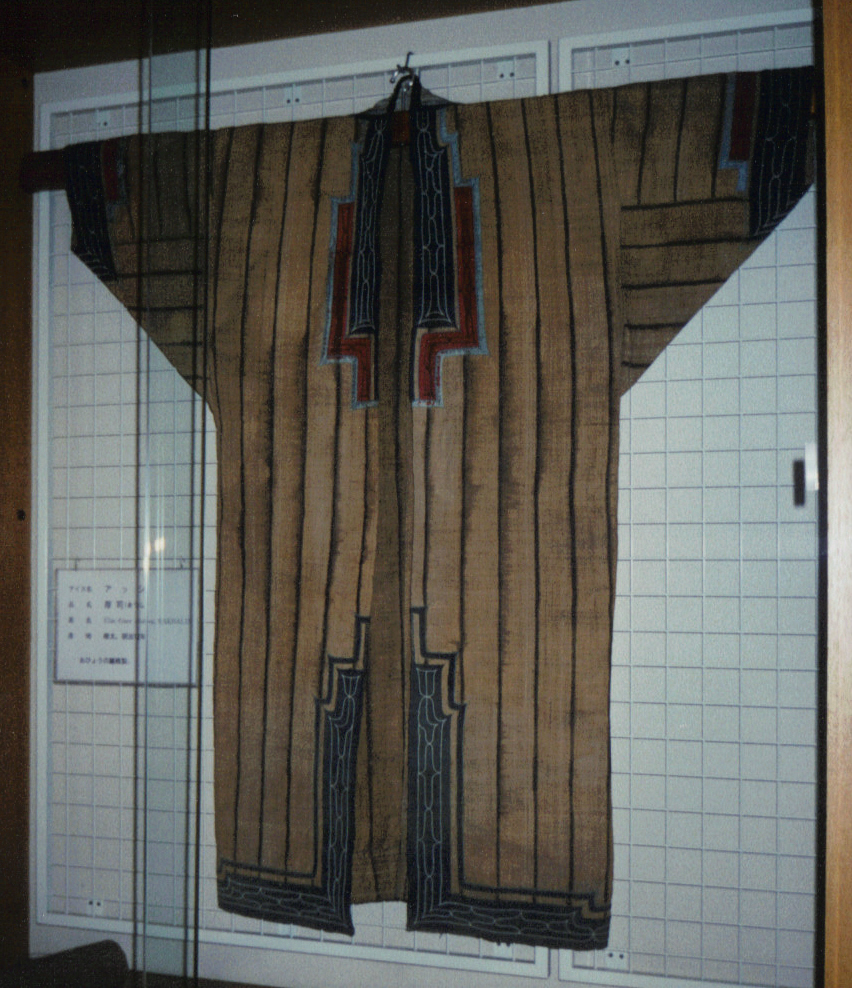
Abrigo tradicional de ortigas

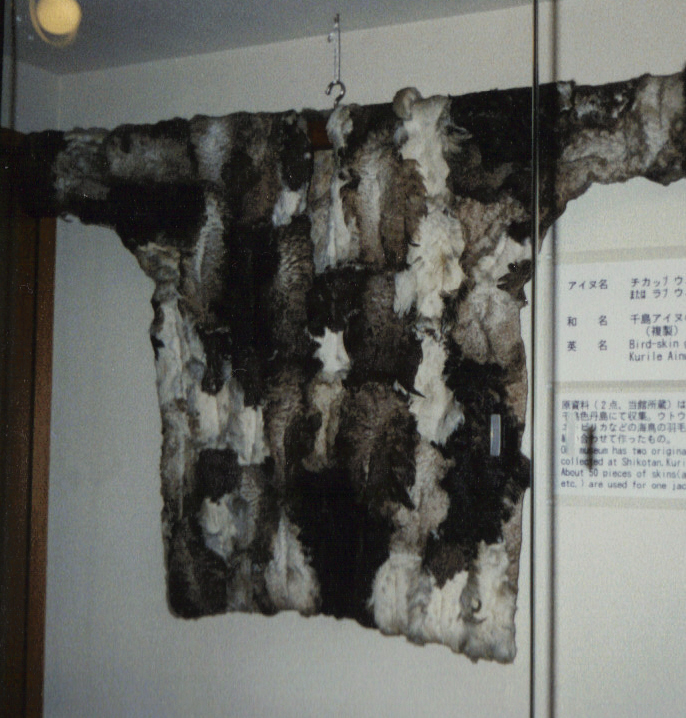
Abrigo tradicional elaborado con pieles de pájaros con plumas

La cultura tradicional ainu es muy diferente de la japonesa. Al alcanzar determinada edad dejan de afeitarse, así que los hombres más viejos tienen enormes barbas y bigotes. Hombres y mujeres por igual se cortan el pelo de los lados de la cabeza a nivel de los hombros, pero en la parte posterior el corte es semicircular. Al comenzar la pubertad, las mujeres se tatúan la boca, brazos, los órganos genitales externos y, en ocasiones, la frente, utilizando como colorante ceniza de corteza de abedul que se deposita en un tarro que cuelga sobre el fuego.
Su vestimenta tradicional es una capa tejida con hilo extraído de la corteza del olmo. Tiene mangas largas, casi llegan hasta los pies y están enrolladas alrededor del cuerpo y atadas con un fajín o faja del mismo material. Las mujeres también llevan ropa interior de paño japonés. En invierno llevan pieles de animal con perneras de piel de ciervo y botas de piel de perro o de salmón. A ambos sexos les gusta llevar pendientes, que en el pasado se decía que hacían con las parras de la uva, y también portan collares llamados tamasay, que las mujeres valoran mucho.
Cazan con arco y flechas envenenadas. Su alimentación consiste básicamente en carne de venado, oso, zorro, lobo, tejón, buey y caballo, así como pescado, cangrejos, ostras, aves, mijo, frutas, verduras, hierbas y raíces. Nunca comen la carne cruda, sino que siempre cuecen o asan dichos alimentos. Al contrario de los pescados, los cuales además de asar eran consumidos crudos. En los fríos inviernos aprovechan la nieve para conservar distintas especies como salmones y ostras los cuales posteriormente eran consumidos inmediatamente luego de descongelarse.
Habitan en chozas techadas con cañas, las más grandes alcanzan casi los 7 m, sin habitaciones y con un lugar para el fuego en el centro; no tienen chimenea, solo un agujero en el techo; sólo tienen una ventana en el lado oriental y dos puertas. La casa del jefe de la aldea se usa como lugar de encuentro comunal cuando es necesario. En vez de utilizar muebles, los ainus se sientan en el suelo, que está cubierto con dos capas de alfombra, una de junco y otra de tela; y en vez de camas extienden planchas, las rodean con un acolchado y emplean pieles como cobertores. Cuando comen, los hombres usan palillos y unos utensilios que les sirven para apartar el bigote y las mujeres utilizan cucharas de madera.

## En la cultura popular
- En el videojuego Samurai Shodown, aparecen varios personajes que pertenecen a la tribu ainu, como Rimururu, Rera, y la más conocida representante de esta etnia en la saga: Nakoruru.
- En el videojuego Okami, aparecen representaciones de la tribu Ainu a lo largo de uno de los arcos del juego.

- En el anime y manga Shaman King, uno de los protagonistas del anime conocido como HoroHoro, cuyo verdadero nombre es Usui Horokeu (碓氷ホロケウ?), es perteneciente a la etnia ainu de Hokkaidō que desea salvar a los Koropokkuru de la extinción.

- En el anime Saishuu Heiki Kanojo, más conocido como Saikano, el nombre de la protagonista es Chise haciendo una clara referencia a la palabra ainu que significa hogar.

- En el anime Samurai Champloo, en los episodios 16 y 17 aparece un personaje perteneciente a la etnia ainu llamado Okuru, que es perseguido por las autoridades. Al final de los créditos del episodio 17 aparece una dedicatoria a la memoria de Umeko Ando, intérprete de música tradicional ainu. Una de sus canciones, llamada "Pekambe Uk" puede escucharse cuando Okuro recuerda cómo su aldea fue consumida por el fuego.

- En la obra de Max Brooks Guerra Mundial Z (novela), el jardinero de la etnia ainu, Oto Hideki, da cobijo y trabajo al hibakusha invidente Tomonaga Ijiro, quien, después del estallido zombi se convertirá en defensor divino de Japón y en uno de los fundadores de la "Sociedad del Escudo".

- En la película de 1959, Kotan no Kuchibue, dirigida por Mikio Naruse, la trama desarrolla el conflicto entre un grupo de ainus que viven junto a residentes japoneses.

- En el manga y anime La espada del inmortal ("Mugen no Jūnin", Hiroaki Samura, 1993), la combatiente Doa Yoshino luce ropas y tatuajes típicamente ainu.

- En la película Yurusarezu Mono, el protagonista es viudo de una mujer ainu, sus hijos son mestizos, y uno de sus acompañantes también lo es. Aparecen varias escenas donde se ve la problemática relación que mantienen los japoneses con el pueblo ainu.

- En el manga Golden Kamuy gran parte del argumento gira alrededor de la cultura y las costumbres de los ainus a principios del siglo XX, la coprotagonista, Asirpa, pertenece a esta etnia.

- En el juego de cartas de la franquicia Yu-Gi-Oh!, varias Cartas de Monstruo de los arquetipos "Gusto" (adaptación japonesa de la palabra en inglés Gust, "Ráfaga") y "Espíritu Bestia" llevan nombres con referencia a la lengua de esta cultura.
- En el juego Tokyo Afterschool Summoners, los personajes Horkeukamui, Kimun Kamui/Wen Kamui, y Korpokkur, comparten nombres con las deidades y seres mitológicos ainu, mostrando también algunas características propias de la cultura ainu, as como su origen desde uno de los 23 mundos conectados al Tokio del juego, siendo éste Kamui Kotan.

- La película de Rin Taro Kamuy no Ken trata sobre el personaje principal, Jiro, y su linaje ainu, la leyenda del oro escondido y su búsqueda.

- En el anime Naruto Shippuden, la cultura ainu es representada en el arco Kaguya Otsutsuki.

- En el juego para móviles Fate/Grand Order, la heroína mítica ainu Sitonai es un servant invocable por el protagonista Fujimaru Ritsuka.

- En el anime Dr. Stone, explicando que usaban ropa de piel de pescado.
- En el anime Kobayashi-san Chi no Maid Dragon, el personaje Kanna Kamui comparte su nombre con una de las deidades ainu, y otros características incluyendo su vestimenta se basan en elementos de la cultura ainu.

## Galería
|                                |
| Almacén con una jaula de osos. |

|                                          |
| Edificios tradicionales del pueblo ainu. |

|                                                                    |
| Hogar o cise (pronunciado "chise") reconstruido al estilo antiguo. |